# Lonza (animale)

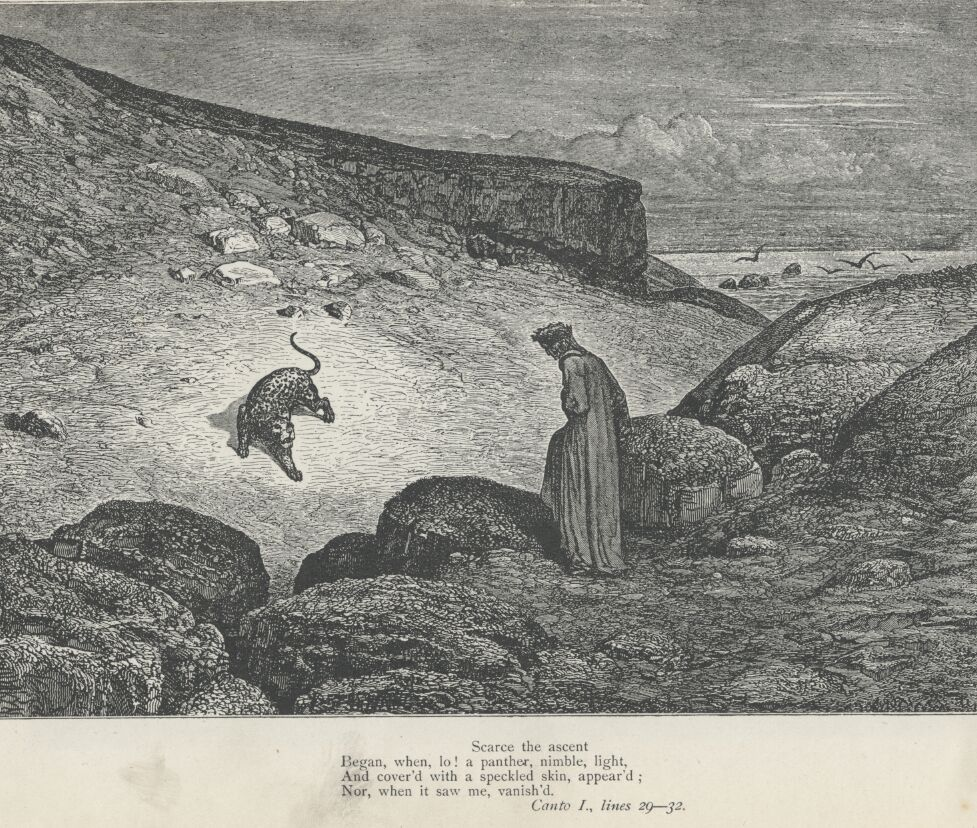
Dante incontra la lonza, da un'incisione di Gustave Doré

Il termine lonza (dal latino lunceam, derivato da lyncem, accusativo di lynx, dal greco antico λύγξ?, lýnx, "lince"), indica, nell'italiano medievale, un felino selvatico, presumibilmente la lince o forse il leopardo. La sua menzione più nota è quella contenuta nella Divina Commedia.

## NellaDivina Commedia
Dante pone la lonza, assieme al leone e alla lupa, tra le tre fiere che gli sbarrano la strada nel primo canto dell'Inferno (Divina Commedia I, vv. 31-60) come allegoria di altrettanti peccati capitali. I commentatori antichi indicano la lonza come la lussuria che si interpone tra Dante e il colle con l'intento di farlo ripiombare nei suoi dubbi peccaminosi. L'interpretazione legata a un vizio umano, sebbene non tutti siano concordi nell'indicare proprio la lussuria, sembra quella più valida e accettata, considerando che nei bestiari medievali la lonza veniva definita un animale sempre in calore e che quindi si accoppiava in ogni stagione.
Su un antico documento viene citato che una lonza o leonza veniva tenuta in una gabbia nel Comune di Firenze, forse da qui l'idea di Dante di rappresentare allegoricamente la sua città con questo animale. In realtà il serraglio di leoni che Firenze teneva dietro Palazzo Vecchio, in quella che oggi si chiama appunto Via dei Leoni, è ben documentato e non è chiaro perché per indicare la sua città egli non avrebbe dovuto usare il leone stesso, che incontra poco dopo nel canto.

## Nella cultura di massa
- Nel film L'armata Brancaleone del 1966, il protagonista in una scena narra la sua gioventù dicendo: «[...] ov' io crebbi, libero e forte come una lonza [...]».